# Liste von 3D-Software
Dies ist eine unvollständige Liste von 3D-Software.

## 3D-Animationssoftware (Auswahl)
| Titel               | Entwickler/Maintainer      | Lizenz                           |
| ------------------- | -------------------------- | -------------------------------- |
| Adobe After Effects | Adobe                      | Trialware, Software as a service |
| Adobe Photoshop     | Adobe                      | Trialware, software as a service |
| Anim8or             | Steve Glanville            | Freeware                         |
| Autodesk 3ds Max    | Autodesk                   | Trialware                        |
| Autodesk Maya       | Autodesk                   | Trialware                        |
| Autodesk Softimage  | Autodesk                   | Trialware                        |
| Blender             | Blender Foundation         | GPL v2                           |
| Bryce               | DAZ Productions            | Trialware                        |
| Carrara             | DAZ Productions            | proprietär                       |
| Cinema 4D           | Maxon Computer GmbH        | proprietär                       |
| DAZ Studio          | DAZ Productions            | Freemium                         |
| Houdini             | Side Effects Software Inc. | Trialware                        |
| LightWave 3D        | Newtek, Inc.               | Trialware                        |
| Marvelous Designer  | CLO Virtual Fashion        | Software as a service            |
| Messiah             | pmG Worldwide, LLC         | proprietär                       |
| Modo                | Luxology, LLC              | Trialware                        |
| Poser               | Bondware Inc.              | proprietär                       |
| SketchUp            | Trimble Inc.               | Freemium                         |
| Source Filmmaker    | Valve Corporation          | Freeware                         |
| ZBrush              | Pixologic                  | proprietär                       |

## 3D-Modellierungssoftware
| Titel                                                | Entwickler/Maintainer                              | Lizenz                                       | 3D-Rendering-Unterstützung |
| ---------------------------------------------------- | -------------------------------------------------- | -------------------------------------------- | -------------------------- |
| 3D Slash                                             |                                                    | Freemium                                     | ja                         |
| 3D-Coat                                              |                                                    | kommerzielle Software                        | ja                         |
| 3DVIA Shape                                          |                                                    | kommerzielle Software                        | nein                       |
| AC3D                                                 |                                                    | kommerzielle Software                        | nein                       |
| Allplan                                              | Allplan GmbH                                       | kommerzielle Software                        | ja                         |
| Alibre Design                                        |                                                    | kommerzielle Software                        | ja                         |
| Anim8or                                              | Steve Glanville                                    | Freeware                                     | ja                         |
| Animation:Master                                     | Hash, Inc.                                         | kommerzielle Software                        | ja                         |
| ArchiCAD                                             | Graphisoft                                         | kommerzielle Software                        | ja                         |
| ARCHLine.XP                                          |                                                    | kommerzielle Software                        | ja                         |
| ARES CAD                                             | Gräbert GmbH                                       | kommerzielle Software                        | ja                         |
| AutoCAD                                              | Autodesk                                           | kommerzielle Software                        | ja                         |
| Autodesk 123D                                        | Autodesk                                           | Freeware                                     | nein                       |
| Autodesk 3ds Max                                     | Autodesk                                           | kommerzielle Software                        | ja                         |
| Autodesk Inventor                                    | Autodesk                                           | kommerzielle Software                        | ja                         |
| Autodesk Maya                                        | Autodesk                                           | kommerzielle Software                        | ja                         |
| Autodesk Mudbox                                      | Autodesk                                           | kommerzielle Software                        | ja                         |
| Autodesk Revit                                       | Autodesk                                           | kommerzielle Software                        | ja                         |
| Autodesk Softimage                                   | Autodesk                                           | kommerzielle Software                        | ja                         |
| AutoQ3D                                              |                                                    | kommerzielle Software                        | ja                         |
| AutoQ3D Community                                    |                                                    | GNU GPLv2 +                                  | ja                         |
| Blender                                              | Blender Foundation                                 | nfhGNU GPLv2+                                | ja                         |
| BricsCAD                                             | Bricsys NV                                         | kommerzielle Software                        | ja                         |
| BRL-CAD                                              | United States Army Research Laboratory, Mike Muuss | GNU LGPL and BSD                             | ja                         |
| Bryce                                                | DAZ Productions                                    | kommerzielle Software                        | ja                         |
| Carrara                                              | DAZ Productions                                    | kommerzielle Software                        | ja                         |
| CATIA                                                | Dassault Systèmes                                  | kommerzielle Software                        | ja                         |
| Cheetah3D                                            |                                                    | kommerzielle Software                        | ja                         |
| Cinema 4D                                            | Maxon Computer GmbH                                | kommerzielle Software                        | ja                         |
| CityEngine                                           |                                                    | kommerzielle Software                        | nein                       |
| Clara.io                                             |                                                    | Freemium                                     | ja                         |
| DAZ Studio                                           | DAZ Productions                                    | Freeware                                     | ja                         |
| DeleD 3D Editor                                      |                                                    | GNU GPL2                                     | ja                         |
| DesignSpark Mechanical                               |                                                    | Freemium                                     | nein                       |
| Electric Image Animation System                      |                                                    | kommerzielle Software                        | ja                         |
| Exa Corporation                                      |                                                    | kommerzielle Software                        | ja                         |
| Figuro.io                                            |                                                    | Freeware                                     | nein                       |
| Flux                                                 |                                                    | Freeware                                     | nein                       |
| Form-Z                                               |                                                    | kommerzielle Software                        | ja                         |
| fragMOTION                                           |                                                    | kommerzielle Software                        | nein                       |
| FreeCAD                                              | Jürgen Riegel, Werner Mayer, Yorik van Havre       | GNU LGPL                                     | ja                         |
| Geomodeller3D                                        |                                                    | kommerzielle Software                        | ja                         |
| HDR Light Studio                                     |                                                    | kommerzielle Software                        | nein                       |
| Hexagon                                              |                                                    | kommerzielle Software                        | nein                       |
| Houdini                                              | Side Effects Software Inc.                         | kommerzielle Software                        | ja                         |
| IRONCAD                                              |                                                    | kommerzielle Software                        | ja                         |
| K-3D                                                 |                                                    | GNU GPL2                                     | ja                         |
| LAI4D                                                |                                                    | Freeware                                     | ja                         |
| LightWave 3D                                         | Newtek, Inc.                                       | Trialware                                    | ja                         |
| Makers Empire 3D                                     |                                                    | Freemium                                     | ja                         |
| MASSIVE                                              |                                                    | kommerzielle Software                        | ja                         |
| Metasequoia                                          |                                                    | kommerzielle Software                        | ja                         |
| Milkshape 3D                                         | chUmbaLum sOft                                     | kommerzielle Software                        | nein                       |
| Modo                                                 | Luxology, LLC                                      | kommerzielle Software                        | ja                         |
| Moi3D                                                |                                                    | kommerzielle Software                        | ja                         |
| Onshape                                              | Onshape                                            | kommerzielle Software                        | ja                         |
| Open CASCADE                                         | Open Cascade S.A.S                                 | GNU LGPL                                     | ja                         |
| OpenSCAD                                             | Marius Kintel, Claire Wolf                         | GNU GPL                                      | ja                         |
| Paint 3D (nur zum Betrachten von 3D.-Grafik View 3D) | Microsoft                                          | Pre-installed with Windows 10Creators Update | ja                         |
| Poser                                                | Bondware Inc.                                      | kommerzielle Software                        | ja                         |
| PowerAnimator                                        |                                                    | kommerzielle Software                        | ja                         |
| Pro/ENGINEER                                         |                                                    | kommerzielle Software                        | ja                         |
| Promine                                              |                                                    | kommerzielle Software                        | ja                         |
| Quake Army Knife                                     |                                                    | GNU GPL                                      | ja                         |
| RaySupreme                                           |                                                    | kommerzielle Software                        | ja                         |
| Realsoft 3D                                          | Realsoft Oy                                        | kommerzielle Software                        | ja                         |
| Remo 3D                                              |                                                    | kommerzielle Software                        | ja                         |
| RFEM                                                 | Dlubal Software                                    | kommerzielle Software                        | ja                         |
| Rhinoceros 3D                                        | Robert McNeel & Associates                         | kommerzielle Software                        | ja                         |
| ROBLOX Studio                                        | Roblox Corporation                                 | Freeware                                     | nein                       |
| Scia Engineer                                        |                                                    | kommerzielle Software                        | ja                         |
| Sculptris                                            |                                                    | Freeware                                     | nein                       |
| Seamless3d                                           |                                                    | MIT                                          | nein                       |
| SelfCad                                              |                                                    | Freemium                                     | nein                       |
| Shade 3D                                             |                                                    | kommerzielle Software                        | ja                         |
| Silo                                                 | Nevercenter                                        | kommerzielle Software                        | nein                       |
| Sketchup                                             |                                                    | Freemium                                     | ja                         |
| Solid Edge                                           | Siemens PLM Software                               | kommerzielle Software                        | ja                         |
| solidThinking                                        |                                                    | kommerzielle Software                        | ja                         |
| SolidWorks                                           | Dassault Systèmes                                  | kommerzielle Software                        | ja                         |
| SpaceClaim                                           |                                                    | kommerzielle Software                        | ja                         |
| Strata 3D                                            |                                                    | kommerzielle Software                        | ja                         |
| Sweet Home 3D                                        |                                                    | Freeware                                     | ja                         |
| Swift 3D                                             |                                                    | kommerzielle Software                        | nein                       |
| Tekla Structures                                     |                                                    | kommerzielle Software                        | nein                       |
| TrueSpace                                            |                                                    | Freeware                                     | ja                         |
| Unigraphics                                          | Siemens Digital Industries Software                | kommerzielle Software                        | nein                       |
| Vectary                                              |                                                    | Freeware                                     | nein                       |
| Vectorworks                                          | Vectorworks, Inc.                                  | kommerzielle Software                        | ja                         |
| ViaCAD                                               |                                                    | kommerzielle Software                        | ja                         |
| Wolfram Mathematica                                  | Wolfram Research                                   | kommerzielle Software                        | ja                         |
| ZBrush                                               | Pixologic                                          | kommerzielle Software                        | ja                         |
| Zmodeler                                             |                                                    | Freeware                                     | ja                         |
| ZWCAD                                                | Zwcad Software Co., Ltd.                           | kommerzielle Software                        | ja                         |

## 3D-Grafik-Bibliotheken
| Grafikbibliothek                  | Entwickler/Maintainer         | Art               |
| --------------------------------- | ----------------------------- | ----------------- |
| Direct3D                          | Microsoft                     | Low-Level-Grafik  |
| Glide                             | 3dfx Interactive              | Low-Level-Grafik  |
| Mantle                            | AMD                           | Low-Level-Grafik  |
| Metal                             | Apple                         | Low-Level-Grafik  |
| OpenGL                            | Khronos Group                 | Low-Level-Grafik  |
| OpenGL ES                         | Khronos Group                 | Low-Level-Grafik  |
| QuickDraw 3D                      | Apple                         | Low-Level-Grafik  |
| RenderMan Interface Specification | Pixar                         | Low-Level-Grafik  |
| Vulkan                            | Khronos Group                 | Low-Level-Grafik  |
| Stage3D                           |                               | webbasiert        |
| WebGL                             | Khronos Group                 | webbasiert        |
| Papervision3D                     | Carlos Ulloa                  | flashbasiert      |
| A-Frame                           | Mozilla                       | JavaScript        |
| Blend4Web                         | Triumph LLC                   | JavaScript        |
| CopperLicht                       | Ambiera                       | JavaScript        |
| O3D                               | Google                        | JavaScript        |
| stormEngineC                      | Roberto González Domínguez    | JavaScript        |
| Three.js                          | Three.js Authors              | JavaScript        |
| Verge3D                           | Soft8Soft LLC                 | JavaScript        |
| X3D                               |                               | High-Level-Grafik |
| ClanLib                           |                               | High-Level-Grafik |
| Crystal Space                     | Jorrit Tyberghein und weitere | High-Level-Grafik |
| HOOPS 3D Graphics System          |                               | High-Level-Grafik |
| Horde3D                           | The Horde3D Team              | High-Level-Grafik |
| Irrlicht (Engine)                 | Nikolaus Gebhardt und weitere | High-Level-Grafik |
| Java 3D                           | Sun Microsystems              | High-Level-Grafik |
| JavaFX                            | Oracle Corporation            | High-Level-Grafik |
| jMonkeyEngine                     | The jME core team             | High-Level-Grafik |
| JT Open                           | Siemens PLM Software          | High-Level-Grafik |
| Mobile 3D Graphics API            |                               | High-Level-Grafik |
| OGRE                              | The ORGE Team                 | High-Level-Grafik |
| OpenGL Performer                  |                               | High-Level-Grafik |
| OpenSceneGraph                    |                               | High-Level-Grafik |
| QSDK                              |                               | High-Level-Grafik |
| Vega Prime                        | Presagis                      | High-Level-Grafik |
| VTK                               | Kitware Inc.                  | High-Level-Grafik |

## 3D-Renderingssoftware
| Titel                    | Entwickler/Maintainer                                                  | Lizenz      |
| ------------------------ | ---------------------------------------------------------------------- | ----------- |
| 3Delight                 |                                                                        | proprietär  |
| AIR                      | Adobe                                                                  | proprietär  |
| appleseed                |                                                                        | Open Source |
| Arion                    |                                                                        | proprietär  |
| Artlantis Studio         |                                                                        | proprietär  |
| Aqsis                    |                                                                        | Open Source |
| Arnold                   | Solid Angle, Autodesk                                                  | proprietär  |
| Bakery Relight           |                                                                        | proprietär  |
| Brazil R/S               |                                                                        | proprietär  |
| SOLIDWORKS Visualization |                                                                        | proprietär  |
| C3D Vision               |                                                                        | proprietär  |
| Caustic Visualize        |                                                                        | proprietär  |
| CentiLeo                 |                                                                        | proprietär  |
| Cinema 4D                | Maxon Computer GmbH                                                    | proprietär  |
| Clarisse IFX             |                                                                        | proprietär  |
| Colimo                   |                                                                        | proprietär  |
| Corona Renderer          |                                                                        | proprietär  |
| Cycles                   |                                                                        | Open Source |
| Eias                     |                                                                        | proprietär  |
| Elara Renderer           |                                                                        | proprietär  |
| Enscape                  | Enscape GmbH                                                           | proprietär  |
| Eyecad VR                |                                                                        | proprietär  |
| FELIX Render             |                                                                        | proprietär  |
| FilmEngine               |                                                                        | proprietär  |
| finalRender SE 3.5       |                                                                        | proprietär  |
| Flamingo                 |                                                                        | proprietär  |
| FluidRay RT              |                                                                        | proprietär  |
| FPrime                   |                                                                        | proprietär  |
| FStormRender             |                                                                        | proprietär  |
| Fujiyama                 |                                                                        | Open Source |
| FurryBall                |                                                                        | proprietär  |
| Gelato                   |                                                                        | proprietär  |
| Guerilla Render          |                                                                        | Freemium    |
| IC3D Suite               |                                                                        | proprietär  |
| iClone                   |                                                                        | proprietär  |
| Indigo Renderer          | Nicholas Chapman                                                       | proprietär  |
| iRay                     |                                                                        | proprietär  |
| KeyShot                  |                                                                        | proprietär  |
| Kerkythea                | Ioannis Pantazopoulos                                                  | Freeware    |
| Kray                     |                                                                        | proprietär  |
| LightWorks               | Editshare                                                              | proprietär  |
| LumenRT                  |                                                                        | proprietär  |
| Lumion                   |                                                                        | proprietär  |
| LuxCoreRender            | Terrence Vergauwen, Jean-Francois Romang, David Bucciarelli und andere | Open Source |
| Maxwell Render           |                                                                        | proprietär  |
| Mental ray               | Mental Images GmbH                                                     | proprietär  |
| Mitsuba Render           |                                                                        | Open Source |
| moskitoRender 1          |                                                                        | proprietär  |
| NOX                      |                                                                        | Open Source |
| nXtRender                |                                                                        | proprietär  |
| Octane Render            |                                                                        | proprietär  |
| Orion Renderer           |                                                                        | Freeware    |
| Owlet                    |                                                                        | proprietär  |
| Penguin                  |                                                                        | proprietär  |
| RenderMan                | Pixar Animation Studios                                                | proprietär  |
| Photorealistica          |                                                                        | proprietär  |
| pbrt                     |                                                                        | Open Source |
| Pixie                    |                                                                        | Open Source |
| POV-Ray                  | David Kirk Buck, Aaron Collins, Chris Cason                            | Open Source |
| Radiance                 |                                                                        | Open Source |
| Raylectron               |                                                                        | proprietär  |
| Redshift                 |                                                                        | proprietär  |
| RenderDotC               |                                                                        | proprietär  |
| Spectral Studio          |                                                                        | proprietär  |
| Sunflow                  |                                                                        | Open Source |
| SPEOS                    |                                                                        | proprietär  |
| TheaRender               |                                                                        | proprietär  |
| Twinmotion               |                                                                        | proprietär  |
| Turtle                   |                                                                        | proprietär  |
| V-Ray                    | Chaos Group                                                            | proprietär  |
| YafaRay                  | Alejandro Conty, Mathias Wein und andere                               | Open Source |

## 3D-Analyse und Auswertung
| Titel                       | Entwickler/Maintainer                                                          | Lizenz      |
| --------------------------- | ------------------------------------------------------------------------------ | ----------- |
| GigaMesh Software Framework | Forensic Computational Geometry Laboratory (FCGL), IWR, Universität Heidelberg | Open Source |